# Punica protopunica
Punica protopunica е вид растение от семейство Lythraceae. Видът е световно застрашен, със статут Уязвим.

## Разпространение
Разпространен е в Йемен (Сокотра).